# Бжозово (Хелмінський повіт)
Бжозово (пол. Brzozowo, нім. Brosowo) — село в Польщі, у гміні Києво-Крулевське Хелмінського повіту Куявсько-Поморського воєводства.
Населення — 646 осіб (2011).
У 1975-1998 роках село належало до Торунського воєводства.

## Демографія
Демографічна структура станом на 31 березня 2011 року:
|          | Загалом | Допрацездатний вік | Працездатний вік | Постпрацездатний вік |
| -------- | ------- | ------------------ | ---------------- | -------------------- |
| Чоловіки | 327     | 78                 | 225              | 24                   |
| Жінки    | 319     | 68                 | 204              | 47                   |
| Разом    | 646     | 146                | 429              | 71                   |